# 425 (szám)
A 425 (római számmal: CDXXV) egy természetes szám.

## A szám a matematikában
A tízes számrendszerbeli 425-ös a kettes számrendszerben 110101001, a nyolcas számrendszerben 651, a tizenhatos számrendszerben 1A9 alakban írható fel.
A 425 páratlan szám, összetett szám, kanonikus alakban az 52 · 171 szorzattal, normálalakban a 4,25 · 102 szorzattal írható fel. Hat osztója van a természetes számok halmazán, ezek növekvő sorrendben: 1, 5, 17, 25, 85 és 425.
Ötszögszám. Középpontos tetraéderszám.
Megadható három egymást követő prímszám összegeként: 137 + 139 + 149 = 425
A 425 négyzete 180 625, köbe 76 765 625, négyzetgyöke 20,61553, köbgyöke 7,51847, reciproka 0,0023529. A 425 egység sugarú kör kerülete 2670,35376 egység, területe 567 450,17305 területegység; a 425 egység sugarú gömb térfogata 321 555 098,1 térfogategység.